# دوغ هاتشينسون
دوغ هاتشينسون (بالإنجليزية: Doug Hutchinson)‏ هو ضابط أمريكي، ولد في 22 مارس 1942 في بيلينغز في الولايات المتحدة.